# 陳友仁 (元朝)
陳友仁（？年—1363年），沔陽府玉沙县（今湖北省仙桃市）人，元末陳漢皇帝陳友諒的弟弟，父亲陳普才。在與朱元璋的戰事中陣亡，但因勇略具足，被朱元璋追贈為康山王。

## 生平
鄱陽湖之戰時。朱元璋下令放火燒陳友諒的船隻，陳友仁等人都被燒死。陳友仁號稱五王，一眼失明，但卻有勇有略，由於他的死，陳友諒悲痛不已、氣勢衰弱。
朱元璋平定武昌後，追贈陳友仁為康山王，並立廟祭祀。